# Chapman To
Chapman To, de son vrai nom To Man-chak (杜汶澤, né le 8 juin 1972) est un acteur hongkongais connu pour avoir joué dans Infernal Affairs (2002) et Initial D (2005).
Il est né sous le nom de Ng Cheuk-cheung, aussi appelé Edward Ng.
En 2014, après plusieurs prises de positions politiques, il est mis sur la liste noire en Chine et à Hong Kong et s'exile alors en Malaisie et à Singapour pour poursuivre sa carrière.

## Biographie
Il commence sa carrière à la télévision avant d'entrer au cinéma en 2000. Il est surtout connu pour son rôle de Tsui Wai-keung dans la trilogie des Infernal Affairs, ainsi que celui d'Itsuki Tachibana dans Initial D. Il se remarie en 2005 avec Kristal Tin (en). En 2006, il joue dans Isabella de Pang Ho-cheung, avec Isabella Leong.
En dehors de son métier d'acteur, il est également animateur radio sur Commercial Radio (en) 2 (CR2) où il présente On a Clear Day (在晴朗的一天出發), une émission matinale de 2 heures, avec Michelle Lo et Jan Lamb (en). Cependant, après une brouille avec la société de radio, Chapman perd son poste en 2006.
Il est également photographe amateur et est embauché en 2011 comme photographe de l'album Love Addict (en) de la chanteuse de cantopop Prudence Liew (en). Il déclare que c'était la première fois qu'il était payé pour son travail de photographe.

### Prise de position politique et exil
En mars 2014, To exprime son soutien au Mouvement Tournesol des Étudiants de Taïwan qui conteste le projet d'accord visant à créer des liens plus étroits entre l'île et la Chine continentale.
Pendant la révolution des parapluies de Hong Kong en 2014, il participe à des discussions en ligne avec des internautes de la partie continentale.
Il critique le gouvernement chinois et déclare fièrement aux internautes : « Empêchez-moi de venir sur le continent si vous avez le courage ». Le public chinois réagit et les deux premiers films de To après l’incident, Let Go for Love (en) et Aberdeen (en), sont des échecs retentissants au box-office chinois. Les sociétés de production s'excusent et expriment leurs regrets d'avoir embauché To.
Certains réalisateurs hongkongais, par exemple Wong Jing, refuse par la suite de travailler avec To, ce qui lui vaut d'être inscrit sur la liste noire des marchés chinois et hongkongais.
Mis au ban du gigantesque marché chinois, To se concentre alors sur la Malaisie et Singapour. Cependant, malgré l'absence d'investissements chinois, ses films connaissent le succès sur ses marchés cibles. Il travaille comme réalisateur, scénariste et acteur pour ces films à petit budget.

## Filmographie non exhaustive comme compositeur
- Fist of Fury (1995)
- The Good Old Days (1996)
- My Date with a Vampire (1998)
- House of the Damned (1999)
- Violent Cop
- The Teacher Without Chalk (2000)
- The Triad Zone (2000)
- My Date with a Vampire 2 (2000)
- Let's Sing Along (2001)
- Goodbye Mr. Cool (2001)
- Never Say Goodbye (2001)
- The Cheaters (2001)
- Esprit D'Amour (2001)
- Prison on Fire - Life Sentence (2001)
- Golden Chicken (2002)
- Infernal Affairs (2002)
- The Mummy, Aged 19 (2002)
- Just One Look (2002)
- The Wall (2002)
- Mighty Baby (2002)
- The Irresistible Piggies (2002)
- Feel 100% (2002)
- Partners (2002)
- Dry Wood, Fierce Fire (2002)
- Nine Girls and a Ghost (2002)
- Return from the Other World (2002)
- Black Mask 2: City of Masks (2002)
- The Twins Effect (2003)
- Golden Chicken 2 (2003)
- Master Q: Incredible Pet Detective (2003)
- Infernal Affairs 2 (2003)
- Infernal Affairs 3 (2003)
- The Spy Dad (2003)
- Men Suddenly in Black (2003)
- Black White Forest (2003)
- Looking for Mr. Perfect (2003)
- Diva: Ah Hey (2003) – Huffman
- Cat and Mouse (2003)
- My Lucky Star (2003)
- Honesty (2003)
- Kung Fu Soccer (2004)
- The Attractive One (2004)
- Escape from Hong Kong Island (2004)
- Six Strong Guys (2004)
- Super Model (2004)
- La Voie du Jiang Hu (2004)
- Love Is a Many Stupid Thing (2004)
- Enter the Phoenix (2004)
- The Beautiful Country (2004)
- A World Without Thieves (2004)
- Moonlight in Tokyo (2005)
- Wait 'Til You're Older (2005)
- Initial D (2005)
- Colour of the Loyalty (2005)
- Confession of Pain (2006)
- A Melody Looking (2006)
- Isabella (2006)
- Trivial Matters (2007)
- Simply Actors (2007)
- Lady Cop & Papa Crook (2008)
- True Women for Sale (2008)
- Parking (2008)
- Home Run (2008)
- Rebellion (2009)
- OL Supreme (2010)
- Ex (2010)
- Once a Gangster (2010)
- Shooters (2010)
- La Comédie humaine (2010)
- The Jade and the Pearl (2010)
- Legend of the Fist: The Return of Chen Zhen (2010)
- Who's the Hero (2010)
- The Kidnap (2010)
- All's Well, Ends Well 2011 (2011)
- Mr. and Mrs. Incredible (2011)
- Eternal Moment (2011)
- Men Suddenly in Love (2011)
- Hi, Fidelity (2011)
- Love in Space (2011)
- Une vie simple (2011)
- Le Sorcier et le Serpent blanc (2011)
- A Big Deal (2011)
- Turning Point 2 (2011)
- All's Well, Ends Well 2012 (2012)
- Mr. and Mrs. Gambler (2012)
- Marry a Perfect Man (2012)
- Love Lifting (2012)
- The Bounty (2012)
- Vulgaria (2012)
- Diva (2012)
- Bring Happiness Home (2013)
- Hotel Deluxe (2013)
- The Wedding Diary 2 (2013)
- SDU: Sex Duties Unit (2013)
- The Midas Touch (2013)
- Mr. and Mrs. Player (2013)
- Hello Babies (2014)
- Golden Chicken 3 (2014)
- From Vegas to Macau (2014)
- Black Comedy (2014)
- Naked Ambition 2 (2014)
- Let Go for Love (2014)
- Aberdeen (2014)
- Flirting in the Air (2014)
- Impossible (2014)
- Memory Love (2017).